# Peglio (PU)
Peglio é uma comuna italiana da região dos Marche, Província de Pesaro e Urbino, com cerca de 726 habitantes. Estende-se por uma área de 20 km², tendo uma densidade populacional de 36 hab/km². Faz fronteira com Sant'Angelo in Vado, Urbania, Urbino.